# Municipio de Liberty (condado de Marion, Iowa)
El municipio de Liberty (en inglés: Liberty Township) es un municipio ubicado en el condado de Marion en el estado estadounidense de Iowa. En el año 2010 tenía una población de 980 habitantes y una densidad poblacional de 10,47 personas por km².

## Geografía
El municipio de Liberty se encuentra ubicado en las coordenadas 41°12′8″N 92°56′2″O / 41.20222, -92.93389. Según la Oficina del Censo de los Estados Unidos, el municipio tiene una superficie total de 93.61 km², de la cual 93,58 km² corresponden a tierra firme y (0,03 %) 0,03 km² es agua.

## Demografía
Según el censo de 2010, había 980 personas residiendo en el municipio de Liberty. La densidad de población era de 10,47 hab./km². De los 980 habitantes, el municipio de Liberty estaba compuesto por el 98,47 % blancos, el 0,2 % eran afroamericanos, el 0,31 % eran amerindios, el 0,1 % eran asiáticos, el 0,1 % eran de otras razas y el 0,82 % eran de una mezcla de razas. Del total de la población el 1,22 % eran hispanos o latinos de cualquier raza.